# Дом
 Тази статия е за жилището.  За другото значение на думата вижте династия.  
Домът е жилище, място на постоянно или дълготрайно обитание на семейството или индивида, където човек би искал да се чувства уютно, сигурно и спокойно. Емоционално обяснено домът е там, където те обичат. Философски и културно определено, домът е съвкупност от образи, които дават на човека основания или илюзии за стабилност.
В продължение на хилядолетия, от древността до края на 19 век – началото на 20 век, огнището е средище и символ на семейния живот. Така в съзнанието на човека, огнището се превръща в архетип на дома, а изразът „семейно огнище“ – в синоним и символ на дом.